# Atyopsis
Atyopsis is een geslacht van kreeftachtigen uit de klasse van de Malacostraca (hogere kreeftachtigen).

## Soorten
- Atyopsis moluccensis (De Haan, 1849 [in De Haan, 1833-1850])
- Atyopsis spinipes (Newport, 1847)